# Chlorogomphus nasutus
Chlorogomphus nasutus – gatunek ważki z rodziny Chlorogomphidae. Występuje we wschodnich i południowo-wschodnich Chinach oraz północnym Wietnamie.